# 藤原友人
藤原友人（日语：／ Fujiwara no Tomohito，767年—822年9月4日）是日本奈良時代至平安時代貴族，藤原南家從二位右大臣藤原是公之子。官位為從四位下相模守。

## 生涯
神護景雲元年（767年），友人作為右大臣藤原是公的末子出生，二哥是從四位上參議兼大藏卿藤原真友，三哥是正三位大納言藤原雄友，姊姊為桓武天皇夫人藤原吉子。其後，友人在升任從五位下後，於延曆24年（805年）獲任命為播磨權介，延曆25年（806年）再升任至播磨介。然而在大同2年（807年）爆發的伊予親王事件中，友人的外甥伊予親王遭到藤原北家的藤原宗成誣告其謀反，平城天皇便下令捉拿伊予親王及其母藤原吉子，兩人最終在川原寺服毒自殺，友人與兄長雄友，同為藤原南家的中納言藤原乙叡等人均遭到連坐，雄友被流放至伊予國，乙叡被解任中納言職務，友人則被左遷為下野守。
嵯峨天皇即位後，友人獲得赦免，重返平安京，並且在弘仁元年（810年）出任兵部少輔，其後於弘仁2年（811年）轉為擔任讚岐守。弘仁7年（816年），友人升至從五位上，弘仁10年（819年）再升至正五位下，最終升至從四位下。弘仁13年8月16日（822年9月4日），友人因病死去，享年56歲，最終官位為相模守從四位下。
友人為人心胸狹窄，亦不守禮。另外，他喜好仙道，曾經嘗試能否在空中飛翔。

## 家族
- 父：藤原是公（日语：藤原是公）
- 母：不詳
- 妻：不詳
  - 男子：藤原息道
  - 男子：藤原良道